# Lackland Air Force Base
Lackland Air Force Base – baza Sił Powietrznych Stanów Zjednoczonych, znajdująca się 9,7 km na południowy zachód od San Antonio w Teksasie. Lackland Air Force Base jest częścią Joint Base San Antonio. Na terenie bazy żyje 7123 ludzi, a jej powierzchnia wynosi 11,1 km².